# Sierra de Famatina
Die Sierra de Famatina (auch Nevado de Famatina oder Cerro General Belgrano) ist ein Bergstock östlich der argentinischen Anden und westlich von La Rioja (Argentinien). Er ist 6200 m hoch. Der Cerro Belgrano ist damit einer der höchsten Gipfel des Landes und der höchste Berg Amerikas außerhalb der Andenketten. Der Name Cerro General Belgrano bezieht sich auf den Politiker und General Manuel Belgrano.

## Geologie und Geographie
Wie alle Sierras Pampeanas gehört der Famatina nicht zu den Anden, sondern ist ein eigenständiger, den Anden vorgelagerter Bergstock. Aufgrund seiner Höhe ist der Berg stark vergletschert. Der Gipfelbereich ist in drei eigenständige Gipfel gegliedert: Neben dem Hauptgipfel Blanco oder Alto gibt es noch die Nebengipfel Negro und Rosillo. Am Hauptgipfel treffen die Grenzen der vier Departamentos Famatina, Chilecito, Vinchina und General Lamadrid aufeinander.
Östlich der Sierra de Famatina zieht sich ein Weinbaugebiet bis zur Sierra de Velasco, in dem besonders Rioja-Weine produziert werden.

## Bergbau
In der Sierra de Famatina wurden in der ersten Hälfte des 20. Jahrhunderts Gold- und Silbererze abgebaut. Mit einer für die damalige Zeit äußerst ungewöhnlichen, 35 km langen und 3500 Höhenmeter überwindenden Materialseilbahn wurde das Erz zu Tal befördert. Reste dieser Seilbahn können heute noch auf 4500 m Höhe besichtigt werden.
Ab 2006 bemühten sich mehrere ausländische Bergbaukonzerne (zuerst die kanadische Barrick Gold Corporation, dann die chinesische Shandong Gold Group und schließlich die kanadische Osisko Mining Corporation) den Goldabbau wieder aufzunehmen. Denn unter einem rund 40 Quadratkilometer großen Bereich der Sierra liegt eine Lagerstätte, die vermutlich 280 Tonnen Gold enthält. Ihre Vorhaben scheiterten letztlich am Widerstand der Bewohner des Dorfes Famatina, die sich gegen die mit dem Goldbergbau einhergehende Umweltzerstörung wandten.